# ميتسوأكي كوجما
ميتسوأَكي كوجِما (باليابانية: 小島 光顕) (14 يوليو 1968 في ناغاساكي في اليابان – )؛ هو لاعب كرة قدم ياباني سابق كان يلعب كمداف.

## وصلات خارجية
- ميتسوأكي كوجما على موقع رابطة كرة القدم اليابانية للمحترفين (اليابانية)
- ميتسوأكي كوجما على موقع عالم كرة القدم.نت (الإنجليزية)